# Kamianka-Dniprovska
Kamianka-Dniprovska (tiếng Ukraina: Кам'янка-Дніпровська) là một thành phố của Ukraina. Thành phố này thuộc tỉnh Zaporizhia. Thành phố này có diện tích ? km², dân số theo điều tra dân số năm 2001 là 15.522 người.